# Autolove
Autolove é o décimo terceiro álbum da banda brasileira de pop Kid Abelha, lançado originalmente em 1998. O álbum foi consagrado com um disco de ouro.
Inspirada no poema Ora (Direis) Ouvir Estrelas, de Olavo Bilac, foi escrita a canção Ouvir Estrelas, presente no álbum.

## Formação
- Paula Toller - Voz
- George Israel - Violão e Saxofone
- Bruno Fortunato - Violão e Guitarra

## Músicos
- Johnny Lacerda (trompete e flugel)
- Humberto Barros (orgão)
- Pedro Aristides (trombone)
- André Rodrigues (baixo e vocais)
- Adriano Machado (regência de cordas)
- Rodrigo Santos (baixo e vocais)
- Ramiro Musotto (percussão)
- Bi Ribeiro (baixo)
- Jorge Continentino (sax)
- Paulo Márcio (trompete)
- Milton Guedes (sax alto)
- Wagner Mayer (trombone)
- Vinicius Augustus (sax tenor)
- Chico Amaral (sax baritono)

## Faixas
| N.º | Título                                   | Compositor(es)                          | Duração |  |
| 1.  | "Tanta Gente"                            | George Israel, Paula Toller             | 4:18    |  |
| 2.  | "Eu Só Penso em Você"                    | George Israel, Paula Toller             | 4:19    |  |
| 3.  | "Maio"                                   | George Israel, Paula Toller             | 3:36    |  |
| 4.  | "Depois das Seis"                        | George Israel, Paula Toller             | 4:37    |  |
| 5.  | "Ouvir Estrelas"                         | George Israel, Paula Toller             | 4:17    |  |
| 6.  | "Minas - São Paulo"                      | George Israel, Paula Toller             | 3:38    |  |
| 7.  | "3 Taças (A "Nossa Canção" do Renato)"   | George Israel, Paula Toller             | 3:47    |  |
| 8.  | "Mãos Estranhas"                         | George Israel, Paula Toller, Cris Braun | 4:25    |  |
| 9.  | "Someday"                                | George Israel, Paula Toller             | 3:55    |  |
| 10. | "Tambaú"                                 | George Israel, Paula Toller             | 3:20    |  |
| 11. | "Eu Só Pensó em Você" (Extended Version) | George Israel, Paula Toller             | 6:25    |  |
| 12. | "Eu Só Pensó em Você" (Paul's Remix)     | George Israel, Paula Toller             | 4:09    |  |